# 胡姆丹
胡姆丹，或译库姆丹，为Khumdān（按古代突厥語可讀作Khubdan或Khumdan）不同音译，粟特、拜占庭和阿拉伯文献上对隋唐长安城的名称，最早见于拜占庭史学家塞奥费拉克图斯·西摩卡塔的《历史》，其著作撰写于610年至638年。在阿拉伯文献中常见此名，如苏莱曼的《苏莱曼东游记》、马苏第的《黄金草原》、《世界境域志》（10世纪波斯地理书，作者不详）、穆罕默德·伊德里西的《云游者的娱乐》，和后来出土的781年《大秦景教流行中国碑》等等。
2003年在西安北周史君墓出土的文物中有粟特文、汉文双语题铭，共51行文字，粟特文33行、汉文18行，粟特文中有“胡姆丹”（xwmt'n）一名，左边汉文题刻有“远迁居长安”几个字，据记载墓主为粟特人史君，大象元年（579年）86岁时死于长安，学者指出文中胡姆丹指的就是长安。另外，有学者对出土的《粟特文信札》中二号信札的“xwmt'n”指出早在西晋末年粟特商贾就将长安称作称胡姆丹。有关它的语义来源有不同解释，有人为是「宫殿」（Kongtien）的变音，也有认为是「汗堂」（Khan T'ang），中国学者岑仲勉认为是「金殿」。也有学者认为Khumdan原语的读音为中古汉语关中方言，而美国学者彼得布伯和日本学者高田时雄则认为是“咸阳”的古音。

### 引用
1. ↑  Kim et al., 86
2. ↑  Whitby, pg. 39-40.
3. 1 2  黄倬汉, p.141 fn.8
4. 1 2  葛承雍, p.53-4
5. ↑  Peter Boodberg, pp.223-253
6. ↑  高田時雄, pp.965─973.